# Spilosoma landaca
Spilosoma landaca är en fjärilsart som beskrevs av Moore 1859. Spilosoma landaca ingår i släktet Spilosoma och familjen björnspinnare. Inga underarter finns listade i Catalogue of Life.